# Povijest u nastavi
Povijest u nastavi je časopis za povijest koji izlazi u Zagrebu. Urednik Damir Agičić. Nakladnik Društvo za hrvatsku povjesnicu.